# Universidade de Dar es Salaam
A Universidade de Dar es Salaam (UDSM) é uma universidade pública da Tanzânia, sediada em Dar es Salaam. É a maior, mais antiga e mais prestigiosa instituição de ensino superior do país.

## História
A tradição histórica da UDSM remonta ao Instituto de Pesquisa Suaíli, anteriormente conhecido como Comitê Interterritorial de Línguas, um órgão de pesquisa fundado em 1930 e que teve papel fundamental em 1934 na definição da grafia padrão para a língua suaíli.
O processo de fundação da Universidade de Dar es Salaam iniciou-se de fato, porém, em 1961 com a fundação da Faculdade de Direito de Dar es Salaam, afiliada à Universidade de Londres.
Em 1963, ao agregar a nova Faculdade de Medicina, passou a ser denominado de "Colégio Superior de Dar es Salaam" sendo congregado na Universidade da África Oriental, pouco depois da Tanzânia declarar independência do Reino Unido. Em 1969 o Colégio Superior de Dar es Salaam da Universidade da África Oriental foi considerado um centro de excelência em estudos de direito e desenvolvimento, mantendo ainda o ensino de medicina.
Em agosto de 1970, o Colégio Superior de Dar es Salaam foi declarado uma universidade nacional por meio da Lei nº 12 de 1970 da Universidade de Dar es Salaam, tornando-se assim, pela primeira vez, uma universidade plenamente independente, assim como a Universidade Makerere (Uganda) e a Universidade de Nairóbi (Quênia). Ao tornar-se UDSM em 1970, agregou o Instituto de Pesquisa Suaíli. Nas duas décadas seguintes, seu Instituto de Ciências Marinhas transformou-se em um centro de excelência em ensino, e as pesquisas em geografia e desenvolvimento tiveram grande impulso com nomes docentes como Milton Santos.
Em julho de 1991, a Faculdade de Medicina da Universidade de Dar es Salaam tornou-se semi-autônoma, tornando-se Faculdade Muhimbili de Ciências da Saúde. De acordo com as disposições da Lei das Universidades nº 7 de 2005, esta faculdade tranformou-se na Universidade Muhimbili de Saúde e Ciências Afins (MUHAS). Fato semelhante ocorreu em 1996 com o Instituto Ardhi de Estudos Terrestres que também tornou-se semi-autônomo e, em 2007, transformou-se na Universidade Ardhi (ARU).

## Infraestrutura
A UDSM possui cinco campi na cidade de Dar es Salaam e arredores, sendo:
- O campus principal, chamado Mlimani (que significa "na colina" em suaíli), que está localizado a 13 quilômetros a oeste do centro da cidade de Dar es Salaam e abriga as faculdades básicas de educação, artes e ciências sociais, além de quatro faculdades especializadas — informática e educação virtual, direito, comércio e gestão e ciências aquáticas e tecnologia;
- O campus Mwalimu Nyerere;
- O campus da Faculdade de Tecnologias de Informação e Comunicação (CoICT);
- O campus Faculdade de Educação da Universidade de Dar es Salaam (DUCE);
- O campus da Escola de Jornalismo e Comunicação Social (SJMC).

Possui, ainda, outros quatro campi fora da região de Dar es Salaam, sendo: o campus da Faculdade de Educação Mkwawa (MUCE), localizado em Iringa, o campus Zanzibar, localizado em Zanzibar, e o campus Mbeya, localizado em Beia.